# محمد هاشمی کرمانی
سید محمد هاشمی کرمانی (۱۲۷۵ کرمان - ۱۳۴۹ تهران) روزنامه‌نگار، نویسنده، سیاستمدار و نماینده مجلسین سنا و شورای ملی بود.
پدرش سید باقر تبریزی از از فقیهان و عالمان و مدرسان ادب‌دوست کرمان بود. در دوازده سالگی کلاس نهم را در مدرسه سعادت به پایان رساند و سپس نزد پدر و استادانی همچون آقا جواد برادر بزرگ احمد بهمنیار در کرمان و ادیب نیشابوری در مشهد تحصیلات ادبی خود را پی‌گرفت. سپس به نجف رفت و پس از تحصیل نزد علامه امینی به زادگاه خویش بازگشت. علاوه بر عربی با زبان‌های انگلیسی و ترکی نیز آشنا شد.
سید محمد هاشمی در سال ۱۳۰۱ خورشیدی ریاست مدرسه شهاب را در کرمان عهده‌دار شد. سال بعد انتشار روزنامه بیداری را آغاز کرد که برادرانش محمدرضا، احمد و حمید، محمود دبستانی (معروف به درگاهی)، دکتر محمدابراهیم باستانی پاریزی، محمد تجربه‌کار (همایون)، احمد ناظرزاده کرمانی، حسن بقائی و عباس افسری در آن قلم می‌زدند.
هاشمی در صحنه سیاست نیز فعال بود و در سال ۱۳۱۳ در سومین انتخابات شورای بلدیه (انجمن شهر) کرمان به عضویت و سپس ریاست این شورا انتخاب شد. بعداً به ریاست جمعیت شیروخورشید سرخ کرمان نیز رسید. در سال ۱۳۱۸ به نمایندگی کرمان در مجلس شورای ملی انتخاب شد (دوره دوازدهم) و سه دوره بر کرسی نمایندگی نشست.
پس از شهریور ۱۳۲۰ و بازشدن فضای سیاسی و مطبوعاتی، سید محمد هاشمی هفته‌نامه اتحاد ملی را از سال ۱۳۲۲ در تهران به راه انداخت و آن را همراه با بردارانش احمد و حمید نزدیک به سی سال انتشار داد. برادران هاشمی در گردآوری اخبار پشت پرده مهارت داشتند و بسیاری از نکات تاریک تاریخ معاصر در این هفته‌نامه روشن می‌شد.
پس از پایان نمایندگی در مجلس، هاشمی عهده‌دار سمت‌هایی همچون مدیریت روزنامه رسمی، چاپخانه، اداره تندنویسی و صندوق تعاون کارمندان مجلس شورای ملی و امور مربوطه به چاپ فرهنگ دهخدا شد با تا اینکه با گشایش مجلس سنای ایران در سال ۱۳۲۸ به سناتوری کرمان انتخاب شد.
پس از درگذشت سید محمد هاشمی، مدیریت هفته‌نامه اتحاد ملی به دست برادرزاده‌اش مجید هاشمی افتاد که در مجلس سنا تندنویس بود تا اینکه سرانجام این نشریه همراه با شمار زیادی از نشریات در سال ۱۳۵۳ به دستور دولت تعطیل شد.

## برخی آثار
- کرمانیان نامی
- تاریخ مذاهب در کرمان
- شوخی‌های خلفا، علما و سلاطین
- سخنان ائمه (ع) پادشاهان و بزرگان
- تصحیح و حاشیه مزارات کرمان یا تذکرةالاولیاء محرابی کرمانی.
- دستنوشته‌هایی دربارهٔ جنگهای شیخی و بالاسری در کرمان